# Clowning Around

Clowning Around est un film australien réalisé par George Whaley, sorti en 1992. Il a été tourné à Perth et à Paris.
Le film fut produit par la compagnie australienne de films indépendants Barron Entertainment Films et la compagnie américaine de films éducatifs WonderWorks. Il fut distribué par l'Australian Broadwasting Corporation en Australie. Le film regroupait des acteurs australiens et également l'acteur américain chevronné Van Johnson dans son dernier rôle, ainsi que l'acteur français Jean-Michel Dagory. On peut également noter dans ce film la première apparition au cinéma de Heath Ledger, qui apparaîtra plus tard dans Blackrock (1997).

## Synopsis
Simon Gunner (Clayton Williamson) est un gamin qui rêve de devenir clown dans un cirque. Avec l'aide de Jack Merrick (Ernie Dingo), Simon atteindra finalement son but.

## Distribution
- Clayton Williamson : Simon Gunner
- Annie Byron : Una Crealy
- Jean-Michel Dagory : Anatole Tolin
- Ernie Dingo : Jack Merrick
- Van Johnson : Mr. Ranthow
- Rebecca Smart : Linda Crealy
- Noni Hazlehurst : Sarah Gunner
- Jill Perryman : Miss Gabhurst
- Steve Jodrell : Skipper Crealy
- Heath Ledger : le clown orphelin